# Tehama County
Tehama County is een county in de Amerikaanse staat Californië. Hij werd gevormd in 1856 en bestond uit delen van de county's Butte, Colusa en Shasta.
De county is genoemd naar de stad Tehama. De oorsprong van het woord "Tehama" is niet duidelijk. Het kan komen van het Arabische woord "tehama" wat "warme lage landen" betekent, of van het Spaanse woord "tejamanil" wat plank betekent.

## Geografie
De county heeft een totale oppervlakte van 7.672 km² (2.962 mi²) waarvan 7.643 km² (2.951 mi²) land is en 29 km² (11 mijl²) of 0,38% water is.

### Steden en dorpen
- Capay
- Corning
- Gerber-Las Flores
- Kirkwood
- Lake California
- Los Molinos
- Manton
- Mill Creek
- Mineral
- Paskenta
- Rancho Tehama Reserve
- Red Bluff
- Tehama
- Vina